# Soraya Esfandiary Bakhtiari
Sorāyā Esfandiyāri Bakhtiyāri (in persiano ثریا اسفندیاری بختیاری‎; Esfahan, 22 giugno 1932 – Parigi, 25 ottobre 2001) è stata una regina e socialite iraniana; regnò come seconda moglie di Mohammad Reza Pahlavi, l'ultimo Scià di Persia. Anche se a volte indicata come Imperatrice, solo Farah Diba, terza moglie di Mohammed, ebbe anche il titolo imperiale dopo l'incoronazione, insieme al marito, avvenuta il 26 ottobre 1967.

## Biografia

### Giovinezza ed educazione

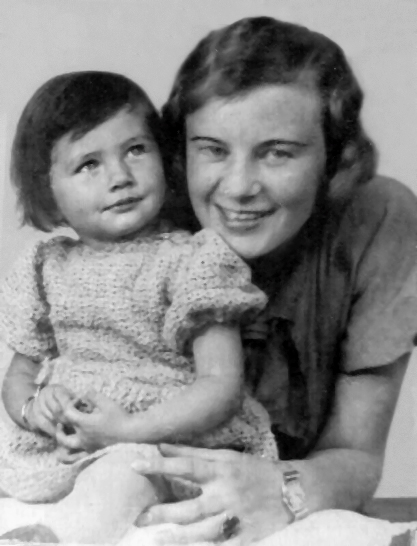
Soraya in tenera età con la madre, 1935 circa

Figlia di Khalil Esfandiary Bakhtiari (1901-1983), un importante membro della tribù dei Bakhtiari (Farsan) e ambasciatore d'Iran nella Repubblica Federale Tedesca. La madre, Eva Karl (1906-1994), era un'ebrea tedesca di origini russe. Aveva anche un fratello, Bijan Esfandiari Bakhtiari (1937-2001). 
Ricevette un'educazione persiana ed europea in alcuni prestigiosi collegi svizzeri, e spesso viaggiava per l'Europa o tornava in Iran nella città originaria del padre, Isfahan. Ad un evento a Londra conobbe la sorella gemella dello Scià: la principessa Ashraf Pahlavi, che vide subito le potenzialità della ragazza come consorte del fratello. Così la regina madre la invitò a cena a Palazzo con tutta la sua famiglia e lei e lo Scià, che all'epoca aveva 31 anni, si piacquero subito.

### Matrimonio regale

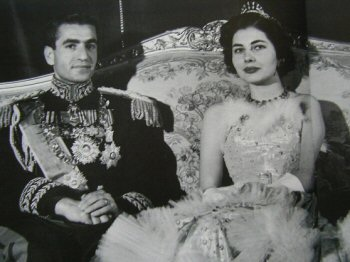
La principessa Soraya e lo Scià Mohammad Reza Pahlavi nel giorno delle loro nozze

Il 12 febbraio 1951, all'età di 19 anni, Soraya sposò lo Scià Mohammad Reza Pahlavi a Teheran. Lui arrivava da un matrimonio finito male con la principessa d'Egitto, Fawzia Fuad, che gli aveva dato una figlia e da cui aveva divorziato legalmente pochi anni prima. Poco prima delle nozze Soraya contrasse il tifo e, durante la convalescenza, lo Scià le fece recapitare un gioiello al giorno per consolarla; durante le celebrazioni lei era ancora debilitata, ma ciò non le impedì di incantare il jet set internazionale.
Si dice che le nozze furono piene di presagi negativi: la sposa svenne tre volte a causa dell'abito firmato Dior che pesava venti chili, adornato da oltre seimila diamanti e ventimila piume; lo stesso abito che lo Scià chiederà a una cameriera di tagliare per alleggerire la consorte.

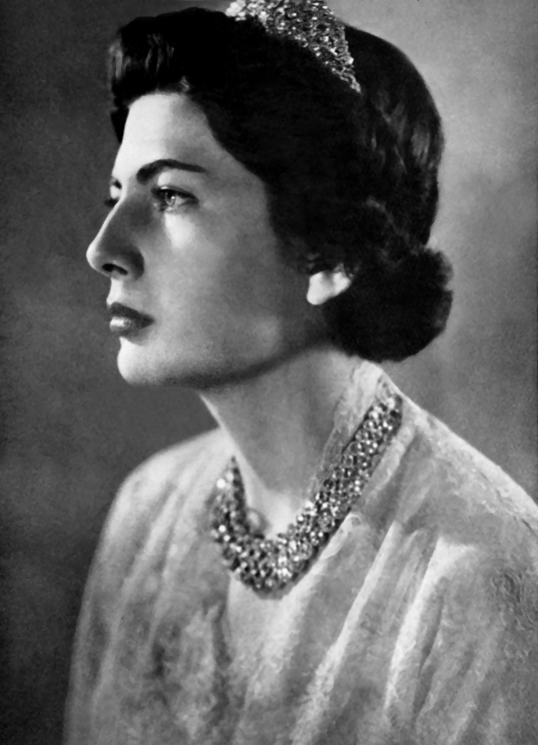
Soraya nel 1956

Nonostante le nozze combinate fossero sfociate in una grande passione, come ammise la stessa Soraya nell'autobiografia Il palazzo della solitudine (scritta nel 1991), la sua vita a corte si rivelò molto difficile e faticosa, a partire dalla lontananza continua del marito, fino alla generale condizione che soffriva in quanto donna. 
La principessa era vittima di una discriminazione ben lontana dallo stile di vita che aveva conosciuto in Europa, dove aveva sognato di fare l'attrice. A complicare la situazione, vi era la notevole pressione che subiva dalla famiglia imperiale, ansiosa di veder assicurato un erede al trono. Nei sette anni successivi al matrimonio Soraya non riuscì a dare un erede al sovrano, e lo Scià era pronto ad abdicare in favore del fratello, che sarebbe stato l'erede al trono in mancanza di un figlio maschio dello Scià, pur di non perdere l'amore della sua vita. Il fratello però morì in un incidente aereo, proprio mentre si stava recando a Teheran per il compleanno dello Scià. 
Nel frattempo Soraya si affidò alle cure dei migliori medici, nel tentativo di rimanere incinta. Ci si rivolse perfino a fattucchiere turche e guaritori popolari, ma invano. La principessa cadde in una grave depressione, piangeva continuamente e senza motivo, non parlava quasi più ad alta voce e la sua magrezza si faceva sempre più preoccupante.

### Divorzio

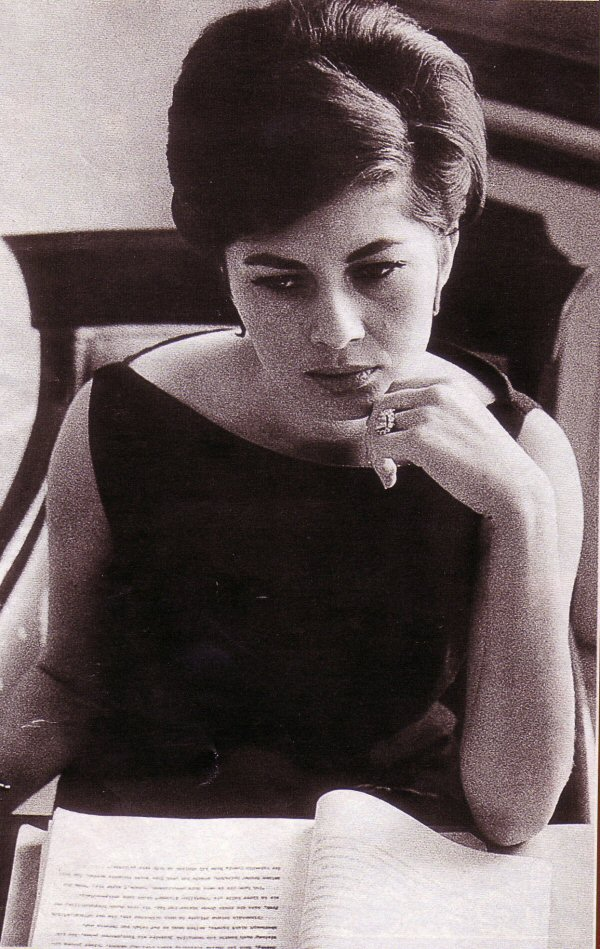
Soraya Esfandiari, principessa dell'Iran.

Il matrimonio ebbe fine il 6 aprile 1958, quando il sovrano la ripudiò dopo che fu evidente che non avrebbe potuto concepire figli.Lo stesso Scià diede annuncio della separazione pubblicamente, visibilmente affranto. A Soraya vennero dati i soprannomi di "principessa dagli occhi tristi" e "principessa triste", ma conservò il trattamento imperiale anche quando in Iran la monarchia venne abolita. Dopo il divorzio, che le lasciò comunque il titolo di Sua Altezza Imperiale la Principessa dell'Iran, si trasferì in Francia, desiderosa di riprendere la sua carriera d'attrice.

### Carriera cinematografica

La principessa Soraya (a sinistra) a Rapallo nel 1960

Per Soraya, il principe Raimondo Umberto Maria Orsini d'Aragona (1931-2020) divenne un caro amico alla fine degli anni cinquanta. Soraya tornò a Parigi, ma spesso soggiornava in Italia, specialmente a Roma, concedendosi agli eventi mondani e diventando una delle icone della Dolce vita, seguita dai paparazzi e protagonista sulle pagine dei rotocalchi. Recitò nel film I tre volti (1965), accanto ad Alberto Sordi, dove conobbe e si innamorò del regista italiano Franco Indovina, già sposato e padre di due figlie. La loro relazione durò circa sette anni, fino alla tragica morte di Indovina, avvenuta nel 1972 nell'incidente aereo di Montagna Longa a Palermo, sul volo Alitalia 112 in cui persero la vita oltre 100 persone.

### Ultimi anni e morte

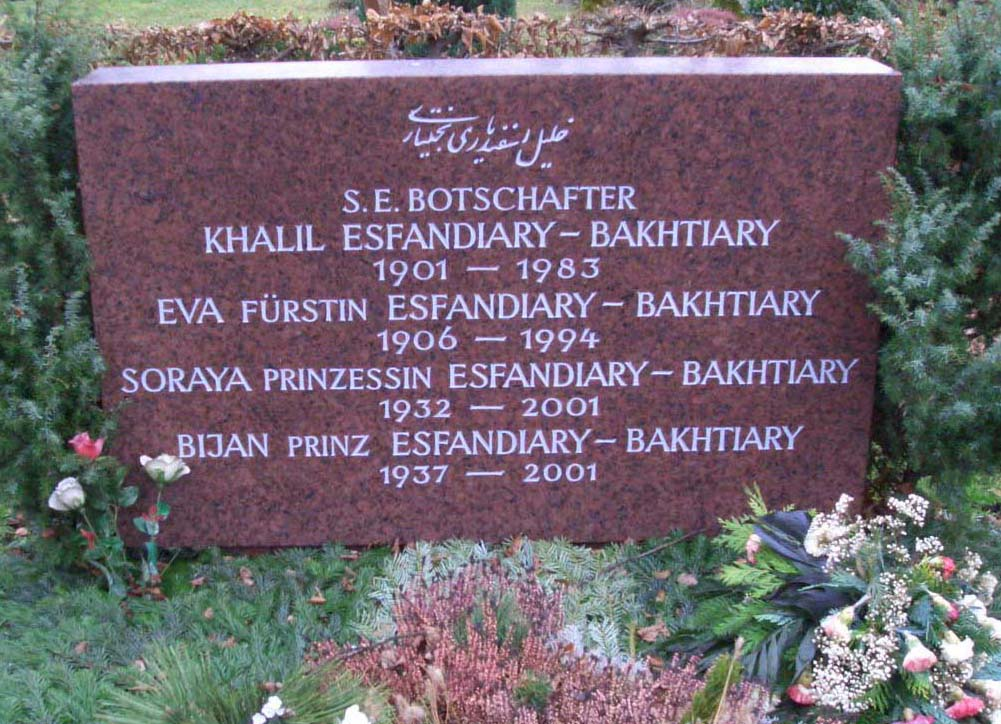
Cimitero di Westfriedhof a Monaco di Baviera: tomba di Soraya e della sua famiglia

Soraya trascorse il resto della sua vita a Parigi, ma con frequenti soggiorni in località mondane europee e, in incognito, spesso anche a Taormina per partecipare ad alcuni eventi culturali (festival del cinema in particolare). Pur rimanendo protagonista del jet-set, la sua depressione andò sempre peggiorando, dopo la morte di Indovina. 
Morì a Parigi per cause naturali all'età di 69 anni e venne seppellita a Monaco di Baviera nel cimitero di Westfriedhof, accanto ai suoi familiari. Soraya rimase sempre un'icona della moda e del bel mondo, si fece vestire dai maggiori stilisti e frequentò le mete più ambite in compagnia di reali e miliardari.
I suoi beni furono venduti ad un'asta a Parigi, in quanto il suo unico erede, il fratello Bijan, era morto a distanza di otto giorni da lei. Tra i beni messi all'asta, anche il sontuoso abito da sposa, creato da Christian Dior, valutato 1,2 milioni di dollari.

## Filmografia
- 2003. Soraya, con Anna Valle, Erol Sander, regia di Lodovico Gasparini

## Opere letterarie
- La Princesse d'argile, romanzo scritto in collaborazione con Louis Valentin, 1963
- Il palazzo della solitudine, autobiografia, Milano, Arnoldo Mondadori Editore, 1992. ISBN 88-04-35325-2

## Eredità

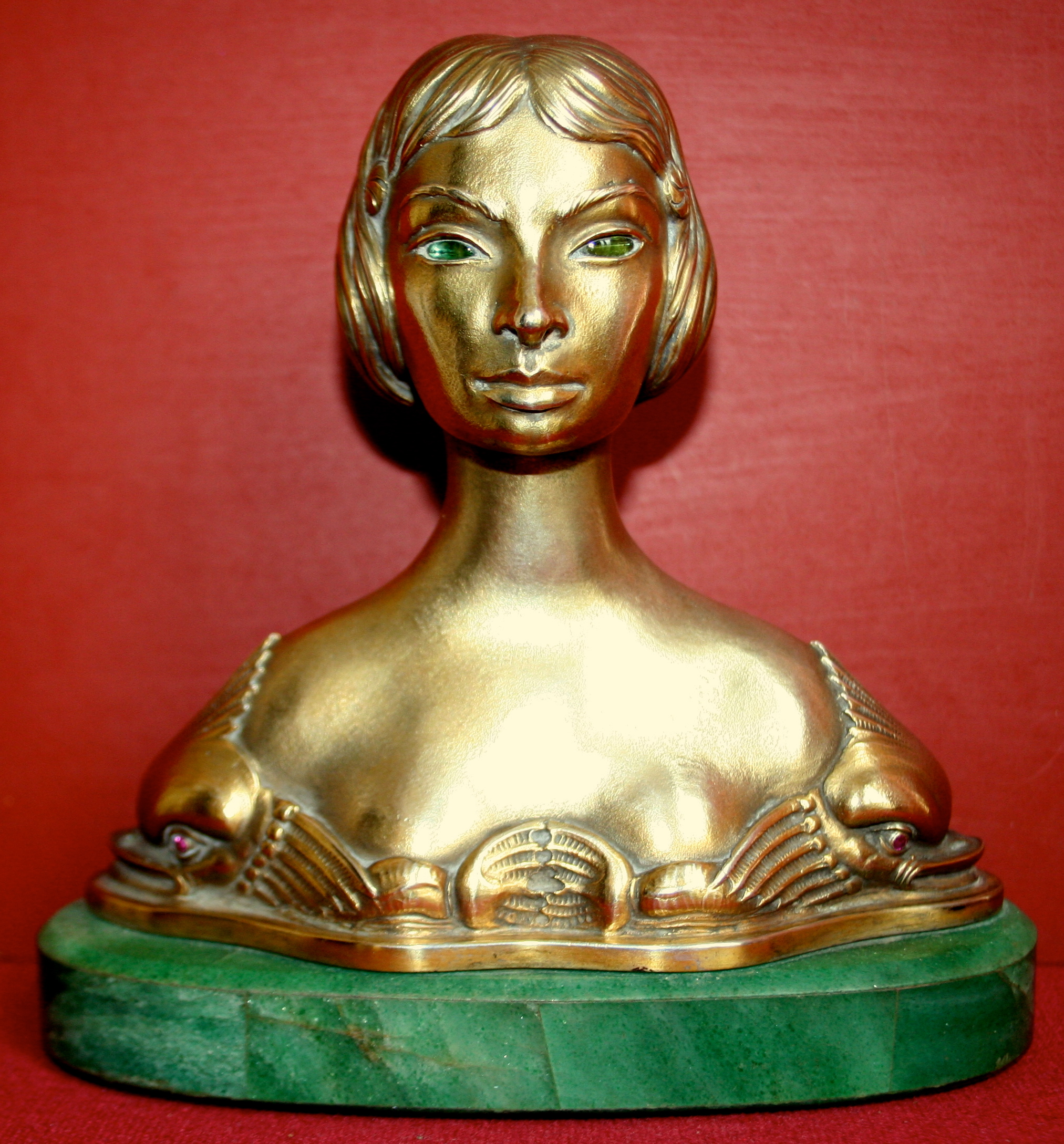
Busto di Soraya di Renato Signorini, 1955

### Letteratura
- Je veux pleurer comme Soraya (Voglio piangere come Soraya), di Françoise Mallet-Jorris.

### Musica
- L'amore ha i tuoi occhi, di Bruno Filippini.
- Soraya, di Medy.

### Filmografia
- 2003 - Soraya, con Anna Valle, Erol Sander, regia di Lodovico Gasparini.